# 陕西槭
陕西槭（学名：Acer shensiense）为槭树科槭属下的一个种。

## 扩展阅读
- 維基物種上的相關：陕西槭